# Victoria Avanti

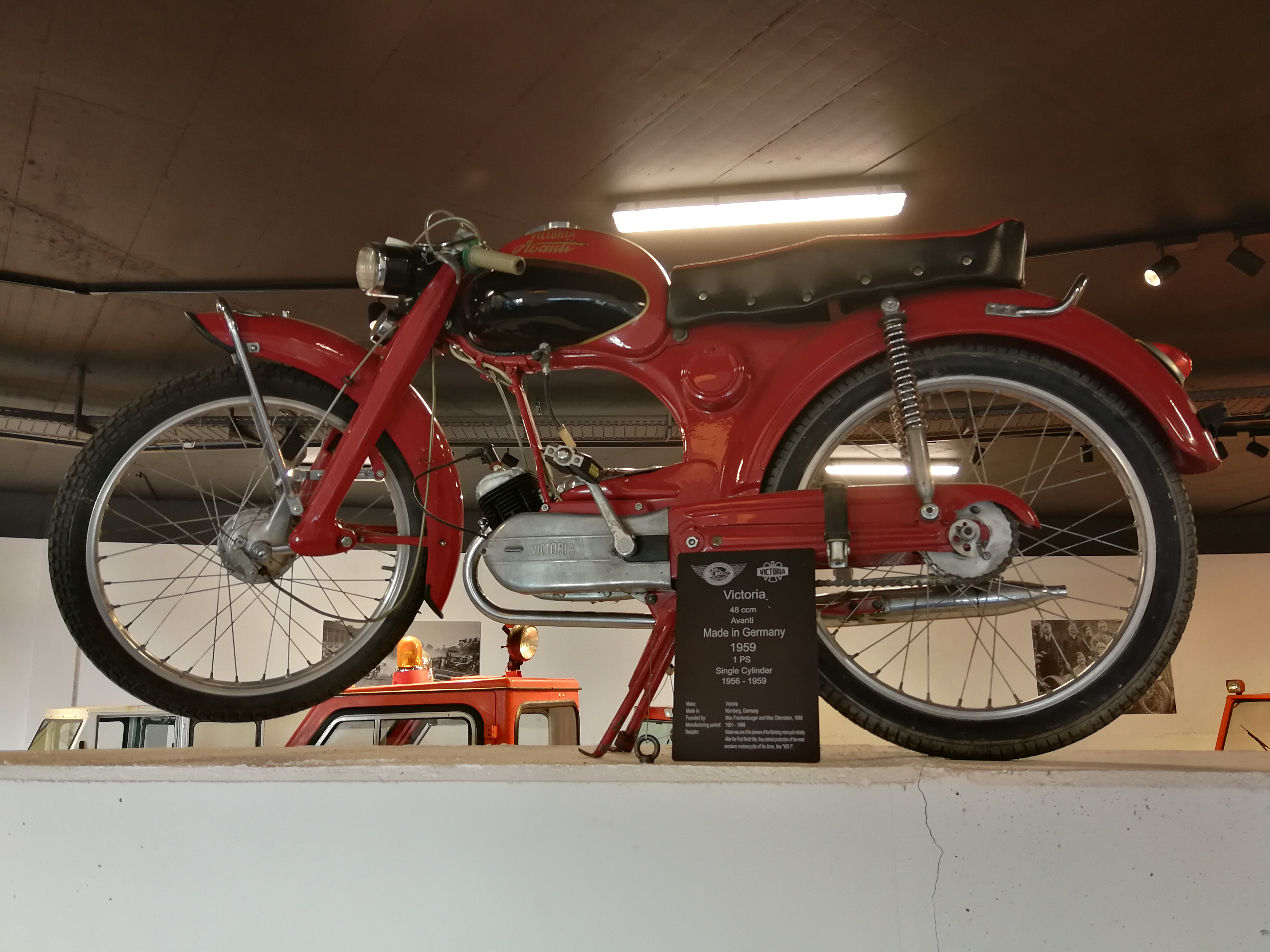
Victoria Avanti, Bj. 1959

Die Victoria Avanti ist ein Kleinkraftrad, das ab 1957 von den Victoria-Werken als Moped und als Mokick hergestellt wurde.
Nachdem die Victoria Werke und die Express Werke sowie die Zweiradsparte von der Auto Union GmbH 1958 zur Zweirad Union AG fusionierten, wurde die Produktion des Mokicks mit geringfügigen Änderungen fortgeführt. Es wurde von 1961 bis 1966 unter allen drei Markennamen der Zweirad Union vertrieben. So gab es baugleiche Modelle von Victoria als Victoria Avanti, von Express als Express Carino und der Marke DKW mit dem Namen DKW Violetta. Unterschiede gab es lediglich in der Farbe der Karosserie sowie des Sitzbankbezugs. So waren die Victoria- und Express-Modelle in Rottönen, die DKW-Modelle in Blau lackiert.
|                       | Victoria Avanti – Victoria Avanti K                                                                      | Victoria Avanti – Express Carion – DKW Violetta                               |
| --------------------- | --- | ----------------------------------------------------------------------------- |
| Baujahre              | 1957–1960                                                                                                | 1961–1966                                                                     |
| Motor                 | fahrtwindgekühlter Einzylinder-Zweitaktmotor, Pedalstarter; Variante K: mit Kickstarter                  | gebläsegekühlter Einzylinder-Zweitaktmotor, Kickstarter                       |
| Steuerung             | Schlitzsteuerung                                                                                         | Schlitzsteuerung                                                              |
| Ladungswechsel        | Umkehrspülung                                                                                            | Umkehrspülung                                                                 |
| Bohrung × Hub         | 38 × 42 mm                                                                                               | 40 × 39 mm                                                                    |
| Hubraum               | 47 cm³                                                                                                   | 48 cm³                                                                        |
| Verdichtung           | k. A.; Variante K: 7,2 : 1                                                                               | 7,5 : 1; leistungsgesteigert: 8,5 : 1                                         |
| Nennleistung          | 1,45 PS (1,1 kW) bei 4950/min; Variante K: 2,55 PS (1,9 kW) bei 6000/min;                                | 2 PS (1,5 kW) bei 4950/min; leistungsgesteigert: 4,2 PS (3,1 kW) bei 6600/min |
| Gemischaufbereitung   | Bing-Vergaser                                                                                            | Bing-Vergaser                                                                 |
| Schmierung            | Zweitaktgemisch 1 : 25                                                                                   | Zweitaktgemisch 1 : 25                                                        |
| Zündung               | Schwungradmagnetzündung                                                                                  | Schwungradmagnetzündung                                                       |
| Lichtmaschine         | 6 V – 17 W                                                                                               | 6 V – 17 W                                                                    |
| Bordspannung          | 6 V | 6 V                                                                           |
| Kupplung              | Mehrscheibenkupplung im Ölbad                                                                            | Mehrscheibenkupplung im Ölbad                                                 |
| Getriebe              | 2-Gang-Getriebe mit Handschaltung (wahlweise Fußschaltung); Variante K: 3-Gang-Getriebe mit Fußschaltung | 3-Gang-Getriebe mit Handschaltung                                             |
| Endantrieb            | Rollenkette (vollgekapselt)                                                                              | Rollenkette (vollgekapselt)                                                   |
| Rahmen                | Pressstahlrahmen                                                                                         | Pressstahlrahmen                                                              |
| Maße (L × B × H)      | 1810 × 550 × 845 mm                                                                                      | 1850 × 550 × 880 mm                                                           |
| Radstand              | 1150 mm                                                                                                  | 1170 mm                                                                       |
| Radaufhängung vorn    | geschobene Kurzschwinge; später: geschobene Langarmschwinge                                              | geschobene Langarmschwinge                                                    |
| Radaufhängung hinten  | gezogene Langarmschwinge                                                                                 | gezogene Langarmschwinge                                                      |
| Felgengröße vorn      | Drahtspeichenrad, 19″                                                                                    | Drahtspeichenrad, 19″                                                         |
| Felgengröße hinten    | Drahtspeichenrad, 19″                                                                                    | Drahtspeichenrad, 19″                                                         |
| Reifengröße vorn      | 2,25–23″; später: 2,50–23″                                                                               | 2,50–23″                                                                      |
| Reifengröße hinten    | 2,25–23″; später: 2,50–23″                                                                               | 2,50–23″                                                                      |
| Bremse vorn           | Innenbacken-Trommelbremsen (Vollnaben), ø 89 mm; ab 1960: ø 120 mm                                       | Innenbacken-Trommelbremsen (Vollnaben), ø 120 mm                              |
| Bremse hinten         | Innenbacken-Trommelbremsen (Vollnaben), ø 89 mm; ab 1960: ø 120 mm                                       | Innenbacken-Trommelbremsen (Vollnaben), ø 120 mm                              |
| Leergewicht           | 58 kg; ab 1960: 60 kg                                                                                    | 70 kg                                                                         |
| zul. Gesamtgewicht    | 210 kg; ab 1960: 215 kg                                                                                  | 220 kg                                                                        |
| Tankinhalt            | 8,5 Liter                                                                                                | 8,5 Liter                                                                     |
| Normverbrauch (b)     | 1,3 l/100 km; Variante K: 1,8 l/100 km                                                                   | 1,6 l/100 km; leistungsgesteigert: 1,7 l/100 km                               |
| Höchstgeschwindigkeit | 40 km/h; Variante K: 55 km/h                                                                             | 40 km/h; leistungsgesteigert: 70 km/h                                         |